# Summit Township (comté d'Érié, Pennsylvanie)
Summit Township est un township situé au centre du comté d'Érié, en Pennsylvanie, aux États-Unis,. En 2010, il comptait une population de 6 603 habitants.

## Démographie
Lors du recensement de 2010, le township comptait une population de 6 603 habitants. Elle est estimée, en 2018, à 7 082 habitants.

### Source de la traduction
- (en) Cet article est partiellement ou en totalité issu de l’article de Wikipédia en anglais intitulé « Summit Township, Erie County, Pennsylvania » (voir la liste des auteurs).